# Großsteingrab Schulzendorf
Das Großsteingrab Schulzendorf war eine mögliche megalithische Grabanlage der jungsteinzeitlichen Trichterbecherkultur bei Schulzendorf, einem Ortsteil von Sonnenberg im Landkreis Oberhavel (Brandenburg). Es wurde im 18. oder 19. Jahrhundert zerstört. Eventuell hat es sich auch um mehrere Anlagen gehandelt.

## Lage
Nach Johann Christoph Bekmann befand sich die Anlage auf dem königstädtischen Feld bei Schulzendorf.

## Beschreibung
Bekmann liefert keine genaue Beschreibung der Anlage, sondern gibt lediglich an, dass sich auf dem Feld mehrere große Steine befanden, von denen einer als „Brautbett“ bezeichnet wurde. Ein anderer Stein wies eine Öffnung auf, als wenn er mit einer Säge zerschnitten wäre. Aus diesen Angaben lassen sich keine genauen Rückschlüsse auf das ursprüngliche Aussehen der Anlage ziehen. Eberhard Kirsch ordnet sie nur allgemein als mögliches Großsteingrab oder mehrere Großsteingräber ein, Hans-Jürgen Beier als mögliches Großsteingrab oder als Menhiranlage.